# غريغ باوم
غريغ باوم (بالإنجليزية: Greg Baum)‏ هو صحفي رياضي أسترالي، ولد في 14 ديسمبر 1959.